# Manuali di arti marziali
I manuali di arti marziali sono istruzioni, con o senza illustrazioni, appositamente progettati per essere apprese da un libro. Molti libri che descrivono tecniche specifiche di arti marziali sono speso chiamati erroneamente manuali ma sono stati scritti dai loro concepitori come trattati.
Descrizioni in prosa di differenti arti marziali appaiono tardivamente nella storia della letteratura, a causa proprio della difficoltà di descrivere le tecniche in modo scritto piuttosto che mostrarle dal vivo.
Il primo manualo di arti marzial (a differenza di quelli riguardanti il combattimento corpo a corpo) è l'I.33, scritto in Franconia attorno al 1300.
Non sono classificabili come manuali opere di strategia militare come L'Arte della guerra di Sun Tzu (prima del 100 d.c) o Vegezio con il suo De Re Militari (IV secolo d.c), o sulla tecnologia militare, come io De Rebus Bellicis (IV-V secolo).

## Predecessori

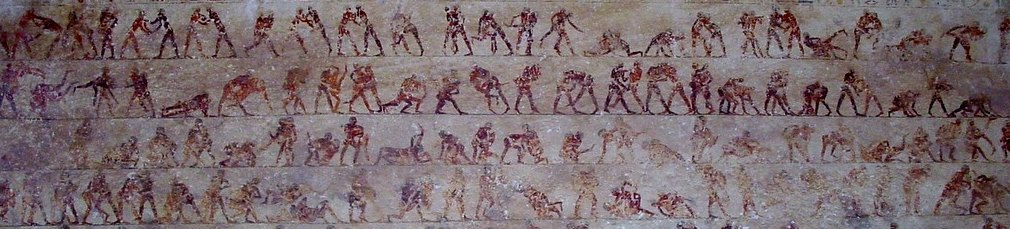
Dettagli di una scena di lotta al Beni Hasan.

Le prime testimonianze di arti marziali consistono solo di una serie di immagini. Il primo esempio consiste in un affresco presente nella tomba 15 del Beni Hasan, recante illustrazioni di tecniche di lotta datanti circa il 2000 a.c. illustrazioni simili di tecniche di lotta si possono trovare nella ceramica Attica del periodo Classico.
L'unico esempio di manuale a noi pervenuto dalla antichità classica è il papiro P.Oxy. III 466 (II secolo), riguardo tecniche di lotta greca. Vi sono alcuni esempi nella letteratura classica Cinese che possono anticipare la svolta con l'avvento dell'Era volgare: le Memorie Storiche di Sima Qian (c. 100 a.c) documenta la lotta, citando manuali di lotta risalenti alla Dinastia Han (II secolo a.c) che non sono giunti ai giorni nostri. Un testo Cinese che ci è pervenuto è il "Sei capitoli di combattimento" incluso nel Libro degli Han del I secolo d.c.
Tutti gli altri manuali esistenti risalgono al Medio Evo o successivi. La "stele di combattimento" al Monastero di Shaolin risale al 728 dC. Il primo testo che descrive le arti marziali indiane è l'Agni Purana (VIII sec.), Che contiene diversi capitoli che forniscono descrizioni e istruzioni sulle tecniche di combattimento. Descriveva come migliorare la produttività individuale di un guerriero e uccidere i nemici usando vari metodi bellici, che spaziavano da guerra con carri, cavalli, elefanti o a piedi. I combattimenti a piedi sono stati suddivisi in combattimento armato e combattimento non armato. Il primo comprendeva l'arco e la freccia, la spada, la lancia, il cappio, l'armatura, le frecce, la mazza, l'ascia da combattimento, il chakram e il tridente. Gli ultimi capitoli comprendevano il lottare, i colpi di ginocchio, e i calci. Un vecchio manuale "arti marziali" indiane è un elenco delle tecniche di lotta contenute nella Malla Purana, XIII secolo, Gujarat.
L'esempio più antico di manuale di Scherma Europea è il MS I.33 (c. 1300).
I manuali di sole illustrazioni non si estinguerono con l'avvento dei manuali in prosa, ma continuarono ad esistere assieme a quest'ultimi, ad esempio nella forma dei trattati tedeschi Tardomedievali Bilderhandschriften.

## Scherma Europea tradizionale

### IFechtbüchertedeschi

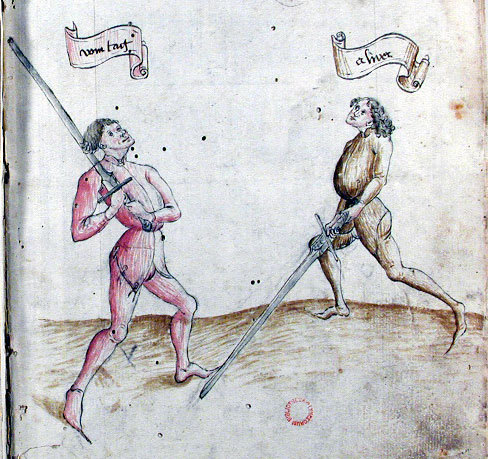
fol. 2r del Cod. 44 A 8, illustrante due schermitori.

Fechtbuch (plurale Fechtbücher) è l'equivalente moderno dell'Alto Tedesco per "Manuale di combattimento", uno dei manoscritti Tardomedievali e Rinascimentali contenenti descrizioni di arti marziali. Di solito, il termine comprende i manuali tedeschi del XV e XVI secolo, ma la natura del soggetto non consente una chiara separazione tra trattati provenienti da altre parti d'Europa (in particolare dalle scuole italiane e francesi) E dai manuali dei secoli successivi, d'altra parte.
Una lista di Fechtbücher: 
- Royal Armouries MS I.33 (Walpurgis Manuscript) (c. 1300, attribuito a Liechtenauer)
- MS 3227a (c. 1389)
- Fechtbuch di Sigmund Ringeck (1440s)
- Codex Vindobonensis B 11093, conservato a Vienna, e i "Gladiatoria", scoperti in Poland, datanti metà XVI secolo e largamente influenzati da Liechtenauer.
- Fechtbücher di Hans Talhoffer (diversi manoscritti datanti 1443–1467).
- Fechtbuch di Peter von Danzig, Cod. 44 A 8, 1452
- Jud Lew Cod.I.6.4°.3 (1450s), Augsburg
- Fechtbuch di Paulus Kal (1460s)
- Cgm 558 un trattato Svizzero del tardo XVI secolo solo vagamente relato alla scuola tedesca.
- Codex Wallerstein (Vom Baumans Fechtbuch), 1470s, Augsburg
- Solothurner Fechtbuch, nessun testo, di Paulus Kal, 1470s, Solothurn
- Johannes Lecküchner Cod. Pal. Germ. 430, Heidelberg (1478), Cgm. 582, Monaco (1482)[7]
- Cod. Guelf. 78.2, Herzog August Bibliothek Wolfenbüttel (tardo XVI secolo)
- Peter Falkner P 5012, Kunsthistorisches Museum, Vienna
- Hans Folz Q566 (c. 1480), Weimar
- Hans von Speyer (MS M I 29) (1491)[8]
- MS 862, c. 1500, influenzato da Kal e Falkner, disegnato da Wilhalm.
- Glasgow Fechtbuch (1505)
- Hans Wurm, grappling, (c. 1505)
- "Goliath (manoscritto)" (1510s)[9]
- Albrecht Dürer's fechtbuch HS. 26-232 (1512), Università statale del Michigan
- Andre Pauernfeindt, Ergründung der ritterlichen kunst des fechtens durch freyfechter czu Vienn, Vienna, 1516
- Cologne Fechtbuch, anonimo (primo XVII secolo)
- Fechtbücher by Jörg Wilhalm (1520s)
- Egenolph: Der Altenn Fechter anfaengliche Kunst, anonimo, stampato da Christian Egenolph, 1529, Francoforte sul Meno. Largamente derivato dal trattato di Pauernfeindt's 1516.
- Hans Czynner MS. 963 (1538), Graz
- Il compendio di Paulus Hector Mair (1540s).
- Hans Lecküchner (1558) (ristampa di Altenn Fechter anfaengliche Kunst, stampato da Egenolph).
- Joachim Meyer "Grundtliche Beschreibung der freyen Ritterlichen vnnd Adelichen kunst des Fechtens in allerley gebreuchlichen Wehren mit vil schönen vnd nützlichen Figuren gezieret vnnd fürgestellet" (1570)
- Gunterrodt: "De veris principiis artis dimicatoriae" (1579), Wittenberg
- Codex Guelf. 83.4 (c. 1591)[10]
- Jakob Sutor von Baden (1612)

### Trattati italiani
La scuola italiana attestata in un manuale del 1410, Al momento non è ancora chiaramente separabile dalla scuola tedesca. Anzi, l'autore Fiore dei Liberi Afferma di aver appreso gran parte della sua arte dal "maestro Johannes di Svevia". Il periodo d'oro della scuola italiana incominmcia nel XVI secolo con la Scuola bolognese.
- Fiore dei Liberi's Flos Duellatorum (1410)
- Filippo Vadi's De Arte Gladiatoria Dimicandi (1485)
- Pietro Monte (1509)
- Anonimo Bolognese M-345/6 (c. 1510s)[11]
- Antonio Manciolino (1531)
- Achille Marozzo (1536)
- Camillo Agrippa, Trattato di Scienza d'Arme (1568)
- Giacomo di Grassi, Ragione di adoprar sicuramente l'Arme sì da offesa, come da difesa, con l'aggiunta di un Trattato dell'inganno, et con un modo di esercitarsi da se stesso, per acquistare forza, giudicio, et prestezza. (1570)
- Vincentio Saviolo, His Practice (1595)
- Salvator Fabris (1606)
- Ridolfo Capo Ferro (1610)
- Francesco Alfieri La Scherma (1640)
- Giuseppe Colombani (1711)

### Manuali Francesi
Simile alla situazione in Italia, c'è un manuale precoce (circa 1400, che si occupa esclusivamente della Azza, e in seguito trattati solo dopo un divario di più di un secolo.
- Le jeu de la hache (c. 1400)
- Andre Pauernfeindt "La noble science des joueurs d'espee" (1528)—questa è una traduzione francese del lavoro di Pauernfeindt del 1516. Una notevole differenza e l'originale è che la stampa "noble science" presenta immagini colorate, a differenza del tedesco.
- Henry de Sainct-Didier "Traité contenant les secrets du premier livre de l’épée seule, mère de toutes les armes, qui sont épée, dague, cappe, targue, bouclier, rondelle, l’espée deux mains, et les deux espées, avec ses pourtraictures, ..." (1573)
- Girard Thibault d'Anvers "Académie de l'epee, ou se démontrent par reigles mathématique, sur le fondement d'un cercle mysterieux, la theorie et pratique des vrais et jusqu'a present incognus secrets du maniement des armes, à pied et a cheval" (1623)
- Monsieur L'Abbat "The Art of Fencing, or, the Use of the Small Sword" (1734)

### Manuali britannici
Inghilterra
A parte alcuni testi piuttosto frammentari del XV secolo, la tradizione inglese incomincia con le opere di George Silver, Paradoxes of Defense (1599).
- Harliean Manuscript 3542 ("The Man Who Wol"), fine del XV secolo[13]
- Cotton Titus 15th-century English greatsword and staff
- Additional Manuscript 39564, 15th century[14]
- George Silver "Paradoxes of Defense" (1599)
- Joseph Swetnam "Schoole of the Noble and Worthy Science of Defence" (1612)[15]
- Sir William Johnstone Hope, svariati manuali (1690)
- Captain John Godfrey "A Treatise Upon the Useful Science of Defence, Connecting the Small and Back-Sword" (1747)
- John Musgrave Waite "Lessons in sabre, singlestick, sabre & bayonet, and sword feats" (1880)
- Alfred Hutton "Cold Steel, A Practical Treatise on the Sabre" (1889), "Old Sword-Play" (1892)

Scozia
Manuali scozzesi che descrivono l'uso delle spade con elsa a cesto, oltre ad altre discipline come il maneggio dello spadino, Sono stati pubblicati nel corso del XVIII secolo, con esempi precoci e tardivi risalenti alla fine del XVII e all'inizio del XIX secolo, rispettivamente:
- The Scots Fencing Master (the Complete Smallswordsman) - Sir William Hope (1687)[16]
- Advice to his Scholar from the Fencing Master - Sir William Hope (1692)
- Complete Fencing Master - Sir William Hope (1691–1692)
- The Swordsman's Vade-Mecum - Sir William Hope (1692)[17]
- New Short and Easy Method of Fencing (1st Edition) - Sir William Hope (1707)[18][19]
- New Short and Easy Method of Fencing (2nd Edition) - Sir William Hope (1714)
- A Few Observations upon the Fighting for Prizes in the Bear Gardens - Sir William Hope (1715)[20]
- A Vindication of the True Art of Self-Defence - Sir William Hope (1724)[21]
- Expert Swords-man's Companion - Donald McBane (1728)
- A treatise on backsword, sword, buckler, sword and dagger, sword and great gauntlet, falchon, quarterstaff - Captain James Miller (1737)[22]
- The Use of the Broad Sword - Thomas Page (1746)[23]
- Anti-Pugilism - Anonymous (Captain G. Sinclair, 1790)[24][25]
- Cudgel Playing Modernized and Improved; or, The Science of Defence, Exemplified in a Few Short and Easy Lessons, for the Practice of the Broad Sword or Single Stick, on Foot - Captain G. Sinclair[26]
- Lecture on the Art of Defence - Archibald MacGregor (1791)
- The Guards of the Highland Broadsword - Thomas Rowlandson (1799)[27]
- Hungarian & Highland Broadsword - by Henry Angelo and Son (1799)[28]
- The Art of Defence on Foot with Broadsword and Saber- John Taylor (1804)[29]
- Fencing Familiarized; or, a New Treatise on the Art of the Scotch Broad Sword - Thomas Mathewson (1805)

### Manuali iberici
Ci sono alcuni manuali che contengono consigli di formazione per tornei medievali e giostre Come il precoce lavoro portoghese A ensinança de bem cavalgar em toda a sela di Edoardo del Portugallo (1391–1438). Un manuale di istruzione sull'equitazione che includeva anche le consigli marziali.
La scherma spagnola seicentesca detta tradizionalmente Destreza, è molto influenzato dalla forma mentis dei nobili spagnoli del Barocco, non contiene molte spiegazioni grafiche delle tecniche di scherma, tanto da comprendere spiegazioni basate sulla matematica e sulle scienze filosofiche in generale. La conseguente difficoltà nell'interpretare correttamente la teoria e la pratica della Destreza ha portato molte volte questa scuola ad essere fraintesa.
- Jerónimo Sánchez de Carranza, De la filosophia de las armas y de su destreza... (1582)
- Luis Pacheco de Narváez, Grandezas de la espada (1600)
- Gerard Thibault, Academie de l’espée (1628)
- Luis Pacheco de Narváez, Nueva ciencia (1632)
- Luis Méndez de Carmona Tamariz, Compendio en defensa de la doctrina y destreza del comendador Gerónimo de Carranza (1632)
- Cristóbal de Cala, Desengaño de la espada y norte de diestros (1642)
- Diogo Gomes de Figueyredo Memorial da Prattica do Montante Que inclue dezaseis regras simplez (1651)
- Miguel Pérez de Mendoza y Quijada, Resumen de la verdadera destreza de las armas en treinta y ocho asserciones (1675)
- Francisco Antonio de Ettenhard y Abarca, Compendio de los fundamentos de la verdadera destreza y filosofia de las armas (1675)
- Álvaro Guerra de la Vega, Compreension de la destreza (1681)
- Thomas Luis, Tratado das liçoens da espada preta, & destreza que hao de usar os jugadores della (1685)
- Nicolás Tamariz, Cartilla y luz en la verdadera destreza (1696)
- Manuel Cruzado y Peralta, Las tretas de la vulgar y comun esgrima de espada sola y con armas dobles (1702)
- Francisco Lórenz de Rada, Nobleza de la espada (1705)
- Nicolás Rodrigo Noveli, Crisol especulativo, demostrativo, práctico, Matemático de la destreza (1731)
- Manuel Antonio de Brea, Principios universales y reglas generales de la verdadera destreza del espadín (1805)
- Jaime Mereló y Casademunt, Tratado completo de la esgrima del sable español (1862)

## Arti marziali storiche asiatiche
Alcuni testi di combattimento non armato dalla Cina degli Han (c. I secolo). L'indiano Malla Purana (XII secolo) include porzioni che si occupano delle tecniche di lotta. Il cinese Ji Xiao Xin Shu del 1560 circa. Il coreano Muyejebo del 1598, il Muyedobotongji databile al 1790. Il giapponese libro dei cinque anelli del 1645.